# Malvar

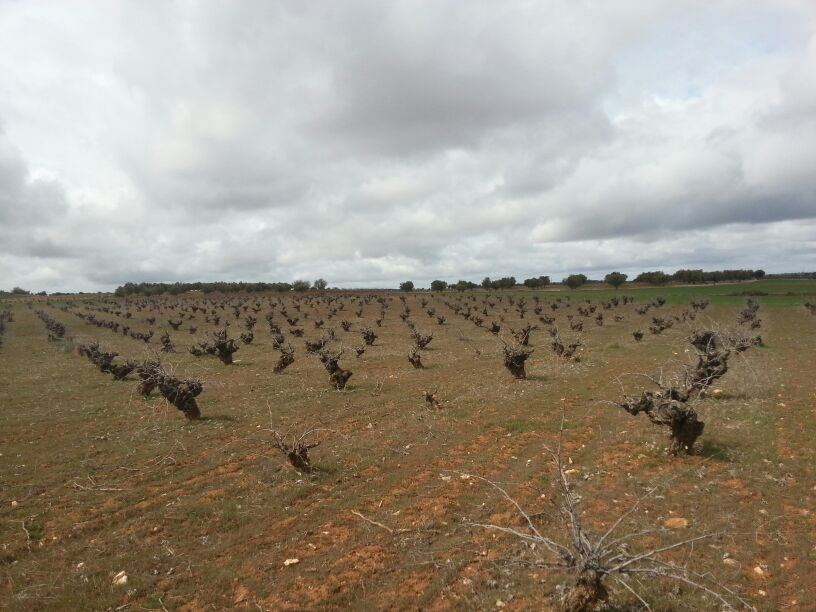
Viñas de la variedad malvar.

La malvar es una variedad española de uva blanca. Se encuentra sobre todo en la Denominación de Origen (DO) Vinos de Madrid.

## Historia
La primera referencia a la malvar fue realizada por Víctor Cruz Manso de Zúñiga en la Memoria Anual de la Estación Biológica de Haro en 1905.

## Viticultura
Juan Marcilla Arrazola definió a la malvar en 1954 como de madurez tardía y porte semierguido, pero otros autores la han descrito descrito como de porte erguido. El racimo es alargado y tiene las uvas poco apretadas. Juan Marcilla la definió como de madurez tardía, pero estudios realizados por Félix Cabello y sus colaboradores entre 1993 y 1995 demostraron que es de madurez precoz o temprana.

## Regiones
En 1914 Nicolás García de los Salmones citó en su ponencia del I Congreso Nacional sobre Viticulura a la malvar como una variedad cultivada en Madrid, Mondéjar (Guadalajara), Cuenca y Villanueva de la Vera (Cáceres). No obstante, esta última puede que fuera realmente la marfar, que se cultivaba en esa zona y en las comarcas de Cañamero (Cáceres) y Herrera del Duque (Badajoz).
En la actualidad se encuentra solamente al sur de la Comunidad de Madrid y los entornos de Castilla-La Mancha limítrofes; los de Toledo, Cuenca y Guadalajara. Está autorizada en la DO Vinos de Madrid y en la DO Mondéjar. Aunque apareció citada en el reglamento de la DO Ribera del Guadiana, este nombre no resultó ser correcto, ya que se confundió el nombre con el de la variedad marfal, cultivada en la localidad de Cañamero.
La malvar está considerada como variedad principal en la subzona de Arganda y Navalcarnero y está autorizada en San Martín de Valdeiglesias. En 2001 había 12 ha de esta variedad den la Comunidad de Madrid.

## Vinos
De acuerdo con la experta en vino Jancis Robinson, la malvar produce vinos ligeramente "rústicos" y con un cuerpo mediano que tienden a exhibir más aromas y sabores que la airén, que también está plantada en la Comunidad de Madrid.
Produce vinos blancos jóvenes aromáticos, de color verdoso que pasan a tonos acerados con el tiempo. Se emplea en la elaboración de vinos sobremadre. Es apta para mezclarse con las variedades tinto fino y garnacha, dando así tintos suaves y aterciopelados. Tiene potencial para la crianza y fermentación en barrica y para la elaboración de vinos licorosos al estilo de los sauternes de Burdeos. En el sur de Madrid se puede mezclar con la macabeo para producir un vino al estilo del francés de Château d'Yquen.